# 帰ってきた若大将
『帰ってきた若大将』（かえってきたわかだいしょう）は、加山雄三主演の日本映画。若大将シリーズの第18弾（加山雄三主演作品として）。1981年2月11日公開。東宝映画=加山プロモーション製作。

## 概要
加山の芸能生活20周年を記念して、前作『若大将対青大将』から10年振りに製作された。加山主演の若大将シリーズの映画としては最新作（テレビドラマとしては1992年に『社長になった若大将』が製作された）。加山は、本名「池端直亮」として製作に、「弾厚作」として音楽監督に関わっている。なお、既に逝去していた飯田蝶子は写真のみでの登場となった。
ニューヨークロケで日産・レパード（初代）が若大将の愛車として登場するが、これは当時加山がCMキャラクターを務めていた車である。

## 主なロケ場所
- かんだやぶそば（千代田区神田淡路町）[2] - 田沼雄一（加山）の実家「田能久」の設定。なお、本作のロケで使用された当時の店舗は2013年2月に火災で焼失（→参照 その後改築、2014年10月に再開）。
- ニューヨーク - ニューヨークシティマラソンがクライマックスシーンの舞台となる。

## スタッフ
- エクゼクティブプロデューサー - 池端直亮
- 製作総指揮 - 渡辺晋
- プロデューサー - 田中壽一、恩田光
- アシスタント・プロデューサー - 田久保正之、中沢敏明
- 監督 - 小谷承靖
- 監督助手 - 岡田文亮
- 脚本 - 田波靖男
- 撮影 - 上田正治
- 照明 - 望月英樹
- 音楽 - 弾厚作、森岡賢一郎
- 美術 - 薩谷和夫
- 録音 - 田中信行
- 照明 - 望月英樹
- 編集 - 池田美千子
- 製作担当者 - 橋本利明
- スチール - 橋山直己
- 整音 - 西尾昇
- 音響制作 - 東宝録音センター

## キャスト
- 田沼雄一 - 加山雄三
- 石山新二郎 - 田中邦衛
- 皆川純子 - 坂口良子
- フローラ - アグネス・ラム
- 田沼久太郎 - 有島一郎
- 江口敏 - 江原達怡
- 江口照子 - 中真千子
- マリー・オハラ - 賀原夏子
- 石山新吉 - 田崎潤
- うらら - 萬田久子
- ともえ - 樹木希林
- 植松 - 松崎真
- 沖山 - 藤木悠
- 郵便局員 - なべおさみ、久野征四郎
- 桑田カメラマン - 山本紀彦
- 瀬尾 - 佐山泰三
- 局員 - 大鹿伸一
- 田沼りき（回想） - 飯田蝶子（写真のみ）

## 挿入歌
- 「この愛いつまでも」歌：加山雄三 ※エンディングに使用された。
- 「I'll Forever Be With You」 歌：加山雄三&アグネス・ラム ※ファラオで、雄一とフローラがデュエットするが、フローラ役のアグネスの歌声は別人の吹き替えである。
- 「君といつまでも」歌：加山雄三 ※純子が青春時代を思い出すシーンに使用された（『アルプスの若大将』の歌唱シーンを使用）。
- 「君といつまでも」歌：田中邦衛 ※純子の気を引こうと、青大将が執事の植松のヴァイオリン演奏に乗せて歌った。

## 同時上映
『青春グラフィティ スニーカーぶる〜す』
- 主演：近藤真彦
- 出演：田原俊彦、野村義男、岡田奈々
- 監督：河崎義祐